# Christiaan Lodewijk van Waldeck-Wildungen
Christiaan Lodewijk van Waldeck-Wildungen (Waldeck, 29 juli 1635 - Landau, 12 december 1706) was graaf van Waldeck-Wildungen. In 1692 werd hij, door het uitsterven van de Eisenbergse tak, ook graaf van Waldeck-Eisenberg, waardoor het graafschap Waldeck weer verenigd werd. In 1692 werd hij tevens graaf van Pyrmont.

## Biografie
Christiaan Lodewijk was een zoon van graaf Filips VII van Waldeck-Wildungen en Anna Catharina van Sayn-Wittgenstein. Hij volgde in 1645 zijn vader op. Hij stond tot 1660 onder regentschap van zijn moeder.

Nadat in 1660 zijn jongere broer Josias burcht en ambt Wildungen als apanage verkreeg (later kwamen daar de ambten Wetterburg en Landau bij), liet Christiaan Lodewijk in 1662 het Slot Christiansburg in Kleinern bouwen en verlegde zijn residentie daarheen.
Tijdens de regering van Christiaan Lodewijk vonden in Wildungen van 1650 tot 1664 heksenprocessen plaats, die in de jaren 1660–1662 hun tweede hoogtepunt bereikten. Het eerste hoogtepunt van de Waldeckse heksenprocessen vond in 1629–1632 onder graaf Christiaan I plaats.
Hoewel Christiaan Lodewijk een militaire carrière had, benaderde hij niet de faam van zijn neef George Frederik van Waldeck-Eisenberg. Christiaan Lodewijk nam in 1656 deel aan de Tweede Noordse Oorlog en de Slag bij Warschau.

Toen in 1672 met de Franse aanval op de Nederlanden de Hollandse Oorlog uitbrak, trad Christiaan Lodewijk met zijn regiment te paard als kolonel in dienst van keurvorst Frederik Willem van Brandenburg en streed aan diens zijde tegen Frankrijk en zijn bondgenoten.

Christiaan Lodewijk trad later in dienst van het Rijk en werd op 24 december 1677 Generalfeldwachtmeister, op 20 april 1682 veldmaarschalk-luitenant, op 30 januari 1684 Feldzeugmeister en op 25 april 1689 keizerlijk generaal-veldmaarschalk.
Door zijn eerste echtgenote Anna Elisabeth van Rappoltstein had Christiaan Lodewijk het vooruitzicht op het erven van het graafschap Rappoltstein in de Elzas. Deze aanspraak kon Christiaan Lodewijk echter na de dood van Anna Elisabeth's oom en laatste graaf van Rappoltstein in 1673 niet doorzetten tegen de echtgenoot van Anna Elisabeth's oudste zuster Catharina Agatha, paltsgraaf Christiaan II van Palts-Birkenfeld-Bischweiler.

Wel werd het wapen van het graafschap Rappoltstein opgenomen in het wapen van het graafschap Waldeck en ook dragen de graven van Waldeck sindsdien de titels graaf van Rappoltstein, heer van Hohenack en Geroldseck im Wasichen.
In 1685 besloot Christiaan Lodewijk dat in zijn tak van het gravenhuis vanaf dat moment het eerstgeboorterecht gold, echter met de belangrijke beperking dat in het geval hij het Eisenbergse deel van het graafschap Waldeck zou erven, zijn tweede overlevende zoon dit deel zou erven, zodat er altijd twee linies naast elkaar zouden bestaan. De inkomsten uit het graafschap Pyrmont, dat sinds 1625 in bezit was van de Eisenbergse tak, zouden in dat geval gebruikt moeten worden voor het onderhoud van de overige broers en zusters. Op 12 juni 1685 sloot Christiaan Lodewijk met zijn neef, vorst George Frederik van Waldeck-Eisenberg, wiens vier zonen reeds allen overleden waren, een erfverdrag dat deze regeling bevestigde.

Twee jaar later, op 5 juli 1687, veranderde Christiaan Lodewijk echter van mening en besloot dat het eerstgeboorterecht voor het gehele Huis Waldeck zou gelden en er slechts een heersende tak zou bestaan. George Frederik ging akkoord, evenals de in Korbach zetelende Landdag van het graafschap Waldeck. Keizer Leopold I bevestigde dit erfverdrag op 22 augustus 1697.
Christiaan Lodewijk probeerde - op een voor de toenmalige tijd niet zo'n ongebruikelijke wijze - greep te krijgen op de problematische begrotingssituatie: hij verhuurde landsknechten als huursoldaten aan de Republiek Venetië als bescherming tegen de Turken. Aan het hoofd van een regiment stond zijn zoon Hendrik Wolraad, die in 1688 bij de belegering van Negroponte sneuvelde. Tot overmaat van ramp verbeterde de financiële situatie van het graafschap niet.
Bij het overlijden van zijn neef George Frederik van Waldeck-Eisenberg in 1692 erfde Christiaan Lodewijk het graafschap Waldeck-Eisenberg - zodat het graafschap Waldeck voor het eerst sinds 1397 weer in één hand verenigd werd -, en het graafschap Pyrmont.

Christiaan Lodewijk bleek niet in staat de hervormingen die begonnen waren onder George Frederik verder door te voeren.
In 1695 verlegde Christiaan Lodewijk zijn residentie van Slot Christiansburg naar Arolsen, waar hij zich vestigde in het in de zestiende eeuw tot residentieslot omgebouwde klooster Aroldessen, waar zijn neef George Frederik van Waldeck-Eisenberg voorheen geresideerd had. Een jaar later werd de kanselarij van het graafschap Waldeck verhuisd van Korbach, de grootste stad in Waldeck, waarvan hij de burgerij te recalcitrant vond, naar Mengeringhausen.
Er wordt van Christiaan Lodewijk gezegd dat hij een matig regent is geweest, en dat hij weinig doorzettingsvermogen had. Dit in tegenstelling tot zijn tweede echtgenote Johannetta van Nassau-Idstein. Het lukte haar om Christiaan Lodewijk over te halen om voor een nieuwe grafelijke zijlinie land in het zuidoosten van het graafschap als apanage beschikbaar te stellen.

Op 30 september 1695 wijzigde Christiaan Lodewijk het huisverdrag met eerstgeboorterecht in dier voege dat er voor de tweede overlevende zoon een apanage bestaande uit de drie dorpen Bergheim, Königshagen en Mehlen instelde. Ook deze regeling werd op 22 augustus 1697 door keizer Leopold I bevestigd.

Bij het overlijden van Christiaan Lodewijk erfde zijn in 1696 geboren zoon Josias deze heerlijkheid en resideerde op het door hemzelf gebouwde slot in Bergheim. Josias was de stichter van de zijlinie Waldeck-Bergheim, die in de daaropvolgende jaren voor binnenlandse problemen zorgde en een financiële belasting vormde.
In de laatste twee jaren van zijn leven was Christiaan Lodewijk zwaar door ziekte getekend. Hij werd opgevolgd door de jongste zoon uit zijn eerste huwelijk: Frederik Anton Ulrich. Christiaan Lodewijk werd bijgezet in de Sint-Kilianskerk te Korbach. Daar ligt hij samen met zijn tweede echtgenote Johannetta en zijn zoon Karel Christiaan Lodewijk.

## Huwelijken en kinderen

### Eerste huwelijk

Wapen van Anna Elisabeth van Rappoltstein

Christiaan Lodewijk huwde eerst op 2 juli 1658 met Anna Elisabeth van Rappoltstein (Rappoltstein, 7 maart 1644 - Landau, 6 december 1676), dochter van graaf George Frederik van Rappoltstein en Elisabeth Charlotte van Solms-Sonnewalde.

Uit dit huwelijk werden geboren:
1. Charlotte Elisabeth (Waldeck, 8 oktober 1659 - Waldeck, 22 maart 1660)
2. Dorothea Elisabeth (Waldeck, 6 juni 1661 - Brake, 23 juli 1702), begraven te Barntrup. Zij ging in ondertrouw op 4 november 1691 en trouwde te Kleinern op 17 december 1691 met graaf Rudolf van Lippe-Brake (10 mei 1664 - 27 oktober 1707).
3. George Frederik (Kleinern, 21 juni 1663 - Landau, 28 april 1686)
4. Hendrik Wolraad (Waldeck, 2 april 1665 - begraven op 8 september 1688). Militair in het leger van de Republiek Venetië. Hij sneuvelde tussen 25 augustus 1688 en 31 augustus 1688 in de Grote Turkse Oorlog tijdens de slag van Negroponte.
5. Charlotte Sofie (Kleinern, 18 januari 1667 - Halle, 6 september 1723). Zij trouwde op 30 mei 1707 met Johann Junker (3 juni 1680 - Halle, 25 oktober 1759)
6. Alexandrine Henriëtte (Kleinern, 17 juli 1668 - Waldeck, 10 september 1668)
7. Christiane Magdalena (Kleinern, 30 juni 1669 - 18 maart 1699). Zij was abdis in het klooster Schaaken waar zij aan waterpokken overleed.
8. Elenora Catharina (Kleinern, 5 augustus 1670 - Minden, 12 september 1717), zij werd begraven te Netze.
9. Eberhardine Louise (Waldeck, 9 augustus 1671 - Arolsen, 19 september 1725), zij werd begraven te Niederwildungen.
10. Frederik Lodewijk Karel (Waldeck, 18 juli 1672 - begraven in Netze op 30 mei 1694). Hij overleed tussen 19 mei 1694 en 29 mei 1694 in Hellevoetsluis.
11. Filips Ernst (Waldeck, 26 augustus 1673 - Waldeck, 27 juni 1695), hij werd begraven te Netze.
12. Karel (1674-1674), hij werd begraven te Netze.
13. Willem August (Waldeck, 5 september 1675 - Waldeck, 20 augustus 1676), hij werd begraven te Netze.
14. Frederik Anton Ulrich (Landau, 27 november 1676 - Pyrmont, 1 januari 1728). Hij trouwde in 1700 met Louise van Palts-Zweibrücken-Birkenfeld (1678-1753). Zij was een dochter van Christiaan II van Palts-Birkenfeld-Bischweiler.
15. Maria Henriëtte (Landau, 27 november 1676 - Waldeck, 8 juli 1678), zij werd begraven te Netze.

### Tweede huwelijk
Christiaan Lodewijk hertrouwde te Idstein op 6 juni 1680 o.s. met Johannetta van Nassau-Idstein (Idstein, 14 september 1657 - Landau, 14 maart 1733), een dochter van Johan van Nassau-Idstein en Anna van Leiningen-Dagsburg.

Uit dit huwelijk werden geboren:
1. Ernst August Frederik Casimir (Kleinern, 21 oktober 1681 - Speyerbach, 15 november 1703). Hij sneuvelde in de slag bij Speyerbach en werd begraven te Wildungen.
2. Ernst Hendrik George (Kleinern, 24 mei 1683 - Wildungen, 3 augustus 1736). Hij trouwde te Dresden op 8 december 1712 met Ulrike Eleonore Espérance Anna van Dohna-Carwinden (3 april 1689 - Bergheim, 6 oktober 1760). Zij was de dochter van Frederik Christof van Dohna-Carwinden en Louise Antoinette van Dohna-Schlobitten.
3. Christina Eleonora Louise (Kleinern, 11 april 1685 - Selbach, 8 februari 1737), abdis in klooster Schaaken
4. Sofia Wilhelmina (Landau, 6 juni 1686 - 23 augustus 1749), abdis in klooster Schaaken
5. Karel Christiaan Lodewijk (25 december 1687 - Quistello, 25 september 1734). Hij sneuvelde tijdens de slag bij Quistello (Italië). Hij is begraven in de Sint-Kilianskerk te Korbach.
6. Josias (Kleinern, 29 augustus 1689 - Kleinern, 7 november 1693).
7. Johan (Hendrik) Wolraad (Landau, 20 mei 1691 - Landau, 22 juli 1691).
8. Henriëtte Albertina (Kleinern, 26 januari 1695 - Arolsen, 7 december 1699).
9. Josias (Arolsen, 20 augustus 1696 - Bergheim, 2 februari 1763). Hij trouwde op 27 januari 1725 te Assenheim met Dorothea Sophia Wilhelmina van Solms-Assenheim-Rödelheim (1698-1774). Zij was een dochter van Lodewijk Hendrik van Solms-Assenheim-Rödelheim en Wilhelmina Christiane van Limburg.
10. Charlotte Florentine (Arolsen, 10 oktober 1697 - Fritzlar, 6 mei 1777), abdis in klooster Schaaken.
11. Frederik Willem (Arolsen, 24 mei 1699 - Idstein, 9 januari 1718), overleden aan de waterpokken.